# Eduardo Franco
Eduardo Franco (Yuma, 29 agosto 1994) è un attore e comico statunitense.

## Biografia
Eduardo Franco è nato il 29 agosto 1994 a Yuma, in Arizona, da una famiglia cristiana di origine messicana. Ha cinque fratelli, suo padre è un imprenditore e sua madre è una casalinga.
Ha iniziato a recitare nel 2015 nella serie televisiva Gamers Mania. Successivamente, è apparso in numerose serie tv, tra le quali Adam il rompiscatole, The Skinny e Lady Dynamite. Nel 2017 ha interpretato Spencer Diaz, nella prima stagione della serie American Vandal.
Nel 2019 ha recitato nella commedia di Olivia Wilde, La rivincita delle sfigate. Nel 2020 è apparso nel film The Binge, nel quale interpreta il protagonista, Andrew.
Nel 2022 ha interpretato Argyle nella quarta stagione di Stranger Things.

## Filmografia

### Attore

#### Cinema
- Il pacco (The Package), regia di Jake Szymanski (2018)
- La rivincita delle sfigate (Booksmart), regia di Olivia Wilde (2019)
- Labeled, regia di Christopher Macken (2019)
- When We Kill the Creators, regia di Cynthia Mort (2020)
- The Binge, regia di Jeremy Garelick (2020)
- Superintelligence, regia di Ben Falcone (2020)
- We Broke Up, regia di Jeff Rosenberg (2021)
- Queenpins: Le regine dei coupon (Queenpins), regia di Aron Gaudet e Gita Pullapilly (2021)
- It's a Wonderful Binge, regia di Jordan VanDina (2022)
- Y2K, regia di Kyle Mooney (2024)

#### Televisione
- Gamers Mania (Gamer's Guide to Pretty Much Everything)- serie TV, 7 episodi (2015-2017)
- Adam il rompiscatole (Adam Ruins Everything) - serie TV, 4 episodi (2015-2017)
- The Skinny - miniserie TV, episodio 1x03 (2016)
- You're the Worst - serie TV, episodio 3x11 (2016)
- Lopez - serie TV, episodio 2x07 (2017)
- Idiotsitter - serie TV, 3 episodi (2017)
- Good Game - serie TV, episodio 1x02 (2017)
- American Vandal - serie TV, 6 episodi (2017)
- Lady Dynamite - serie TV, episodio 2x03 (2017)
- The Cool Kids - serie TV, episodio 1x01 (2018)
- Those Who Can't - serie TV, episodio 3x03 (2019)
- Tacoma FD - serie TV, episodio 1x03 (2019)
- Stranger Things - serie TV, 9 episodi (2022)

### Doppiatore
- Koati, regia di Rodrigo Perez-Castro (2021)
- La casa delle bambole di Gabby (Gabby's Dollhouse) - serie TV, 49 episodi (2021-in corso)
- Ruby Gillman - La ragazza con i tentacoli (Ruby Gillman, Teenage Kraken), regia di Kirk DeMicco (2023)
- Thelma l'unicorno (Thelma the Unicorn), regia di Jared Hess e Lynn Wang (2024)

## Doppiatori italiani
Nelle versioni in italiano delle opere in cui ha recitato, Eduardo Franco è stato doppiato da:
- Alberto Franco in Stranger Things, The Binge, The Binge 2: It's A Wonderful Binge, Self Reliance
- Stefano Broccoletti in American Vandal
- Federico Bebi in Il pacco

Da doppiatore è sostituito da:
- Tito Marteddu in Ruby Gillman - La ragazza con i tentacoli